# Стояновци (област Враца)
 За другото българско село вижте Стояновци (Област Велико Търново).  
Стоя̀новци е село в Северозападна България. То се намира в община Роман, област Враца.

## География
Селото е с надморската височина 180 метра. Простира се на площ от 11,12 km². Граничи на изток с Беленци, на югоизток — с Батулци, на юг — с Хубавене, на запад — с Роман и Радовене, и на север — с Кунино.

## История
Най-старото име на селото (до 1900 г.) е Мушат. Съгласно книгата на Богдан Николов "От Искър до Огоста", махала Мушат е била "броена към с. Батулци, Тетевенска околия. От 1900 г. придобива статут на село и към него са зачислени колибите: Анчовци, Бенчовци, Витковци, Вуловци, Йотковци, Лаловци, Горен и Долен Мунков чифлик, Найденовци, Наковци. Ненчовци, Селище, Станювци, Терзиевци, Тодоринци и Цековци. От 1935 г. село Мушат, заедно с колибите, е зачислено към Врачанска околия ... Районът му е беден на исторически паметници. От незапомнени времена е имало население в Му`шат и в Се`лище. Следи от антично и средновековно селище намират около извора Мамо`ковец. Село Мушат с днешното си име се среща в османски документи най-рано от средата на XV в. (ИБИ, т. XIII, с. 127). Името на селото е образувано преди края на XIV в. То произлиза от личното име Мушат, което на арумънски и влашки означава "хубав, красив."
След това (до 1947 г.) селото се е казвало Кирилово. Жителите му се включват в партизанското движение в България от 1941 – 1944 г. Името Стояновци идва от братя Стоянови. Те организират младежите от селото да станат партизани. През април 1944 г. те се включват в отряд „Георги Бенковски“. Много от тях загиват в тежка битка в местността „Черни дол“ край село Брусен на 26 юни 1944 г.

## Население
Преброяване на населението през 2011 г.
Численост и дял на етническите групи според преброяването на населението през 2011 г.:
|                     | Численост | Дял (в %) |
| Общо                | 125       | 100,00    |
| Българи             | 123       | 98,4      |
| Турци               | 0         | 0,00      |
| Цигани              | 0         | 0,00      |
| Други               | 0         | 0,00      |
| Не се самоопределят | 0         | 0,00      |
| Неотговорили        | 2         | 1,6       |

## Религии
Жителите на село Стояновци са православни християни. Те събираха дарения за построяване на параклис и камбана. През м. август 2024 г. параклисът (с име "Рождество Богородично") беше завършен, а на 08.09.2024 г. ("Малка Богородица") - и осветен.

## Забележителности
В близост до селото има 2 язовира, единият от които е зарибен и се поддържа. Рибари от доста места го посещават, за да ловят риба.

## Редовни събития
На 22 септември е празникът (събор) на селото.